# Georg Arndt (Mediziner)
Georg Arndt (* 2. September 1874 in Berlin; † 19. August 1929 ebenda) war ein deutscher Dermatologe.

## Leben
Als Sohn eines Lehrers begann Arndt an der Philipps-Universität Marburg Medizin zu studieren. Am 25. November 1893 wurde er im Corps Teutonia zu Marburg recipiert. Als Inaktiver wechselte er an die Friedrich-Wilhelms-Universität zu Berlin, die Universität Genf und die Julius-Maximilians-Universität Würzburg. Er bestand 1897 das Staatsexamen und wurde 1899 in Marburg zum Dr. med. promoviert. Assistenzarzt war er in Königshütte, Bern (Joseph Jadassohn), Paris und London. Ab 1906 war er bei Edmund Lesser an der Hautklinik der Charité, an der er sich 1911 habilitierte. 1914 erhielt er in Berlin ein Extraordinariat. 1915/16 diente er als Stabsarzt an der Ostfront (Erster Weltkrieg). 1916 wurde er a.o. Professor an der Kaiser-Wilhelms-Universität Straßburg, was er bis zur Vertreibung aus Frankreich blieb. 1919 kam er als Nachfolger von Lesser auf den Berliner Lehrstuhl für Dermatologie. Zu seinen Schülern zählen Franz Blumenthal und Heinrich Gottron. Nach ihm und Grotton ist das Arndt-Gottron-Syndrom benannt (Skleromyxödem). Außerdem befasste er sich mit Parapsoriasis en plaques, Granuloma anulare und Sporotrichose.